# Kraftwerk Ibbenbüren
Das Kraftwerk Ibbenbüren, ehemals mit dem Zusatz Block B, war ein 2021 stillgelegtes deutsches Steinkohlekraftwerk in Ibbenbüren in Nordrhein-Westfalen. Kesselhaus und Kühlturm wurden im April 2025 niedergelegt, die Sprengung des Schornsteins ist für Oktober 2025 vorgesehen.

## Beschreibung und Geschichte
Das Kraftwerk wurde ab Juli 1981 errichtet und hatte ursprünglich eine Leistung von 808 Megawatt, seit der Revision 2009 von 838 Megawatt. Das Kraftwerk mit seinem 275 Meter hohen Kamin ging am 19. Juni 1985 um 18:05 Uhr für einen 30-stündigen Probebetrieb erstmals ans Netz. Offiziell in Betrieb genommen wurde das Kraftwerk am 29. November 1985 durch einen symbolischen Knopfdruck des nordrhein-westfälischen Ministerpräsidenten Johannes Rau. Es war hauptsächlich als Grund- und Mittellastkraftwerk eingesetzt.
Ende der 1980er Jahre wurde das Kraftwerk mit der zu diesem Zeitpunkt modernsten Filtertechnik und Anlagen zur Rauchgasentschwefelung ausgerüstet. Während der Revision im August und September 2001 wurde der Generator des Kraftwerks getauscht. Als Ersatz wurde ein baugleicher Generator des kurz zuvor stillgelegten Gaskraftwerks in Meppen eingebaut. Der 380 Tonnen schwere Generator wurde per Bahn angeliefert, zuletzt über die Zechenbahn des Bergwerks.
Versorgt wurde das Kraftwerk bis 2019 hauptsächlich mit Anthrazitkohle aus der benachbarten Zeche Ibbenbüren im Tecklenburger Land. Die Kohle ist sehr hart und erfordert eine Schmelzkammerfeuerung. Der Kessel des Kraftwerks in Ibbenbüren war 2005 der größte Schmelzkammerkessel der Welt. Jährlich wurden circa 1,4 Mio. Tonnen Anthrazitkohle im Kraftwerk verstromt. Ab 2020 wurde nach der Schließung des Bergwerkes und des Abbaus der Kohlehalden Weltmarktkohle verfeuert. Dafür hatte die RWE AG die Zechenbahn gekauft, die ehemalige Werksbahn des Bergwerks.
Das Kraftwerk beschäftigte rund 140 Menschen. Der Betreiber des Kraftwerks war die RWE Generation.

## Stilllegung
RWE nahm mit dem Block B am Ausschreibungsverfahren zur Reduzierung der Verstromung von Steinkohleanlagen und Braunkohle-Kleinanlagen zum Gebotstermin 1. September 2020 teil. Am 1. Dezember 2020 wurde das Ergebnis des Verfahrens gemäß § 24 Abs.1 Kohleverstromungsbeendigungsgesetz (KVBG) von der Bundesnetzagentur öffentlich bekannt gegeben. Block B erhielt neben zehn weiteren Kohleblöcken einen Zuschlag, wodurch das Vermarktungsverbot am 1. Januar 2021 und das Kohleverstromungsverbot für diesen Block im Juli 2021 in Kraft trat.

## Netzanschluss
Der Netzanschluss erfolgte über die Schalt- und Umspannanlage Westerkappeln auf der 380-kV-Höchstspannungsebene. Bis zur Revision 2013, bei der der Maschinentransformator erneuert wurde, wurde nur mit 220 kV in das Stromnetz des Übertragungsnetzbetreibers Amprion eingespeist. Sowohl die Leitung vom Kraftwerk nach Westerkappeln als auch die gleichzeitig gebaute Leitung von Westerkappeln zum Umspannwerk Lüstringen waren bei ihrem Bau 1984 schon für 380 kV ausgelegt.
Die Silhouette des Kraftwerks und des Bergwerks Ibbenbüren war das bekannteste Ibbenbürener Wahrzeichen und galt als Wahrzeichen des Tecklenburger Landes.

## Abriss und Zukunft des Standorts

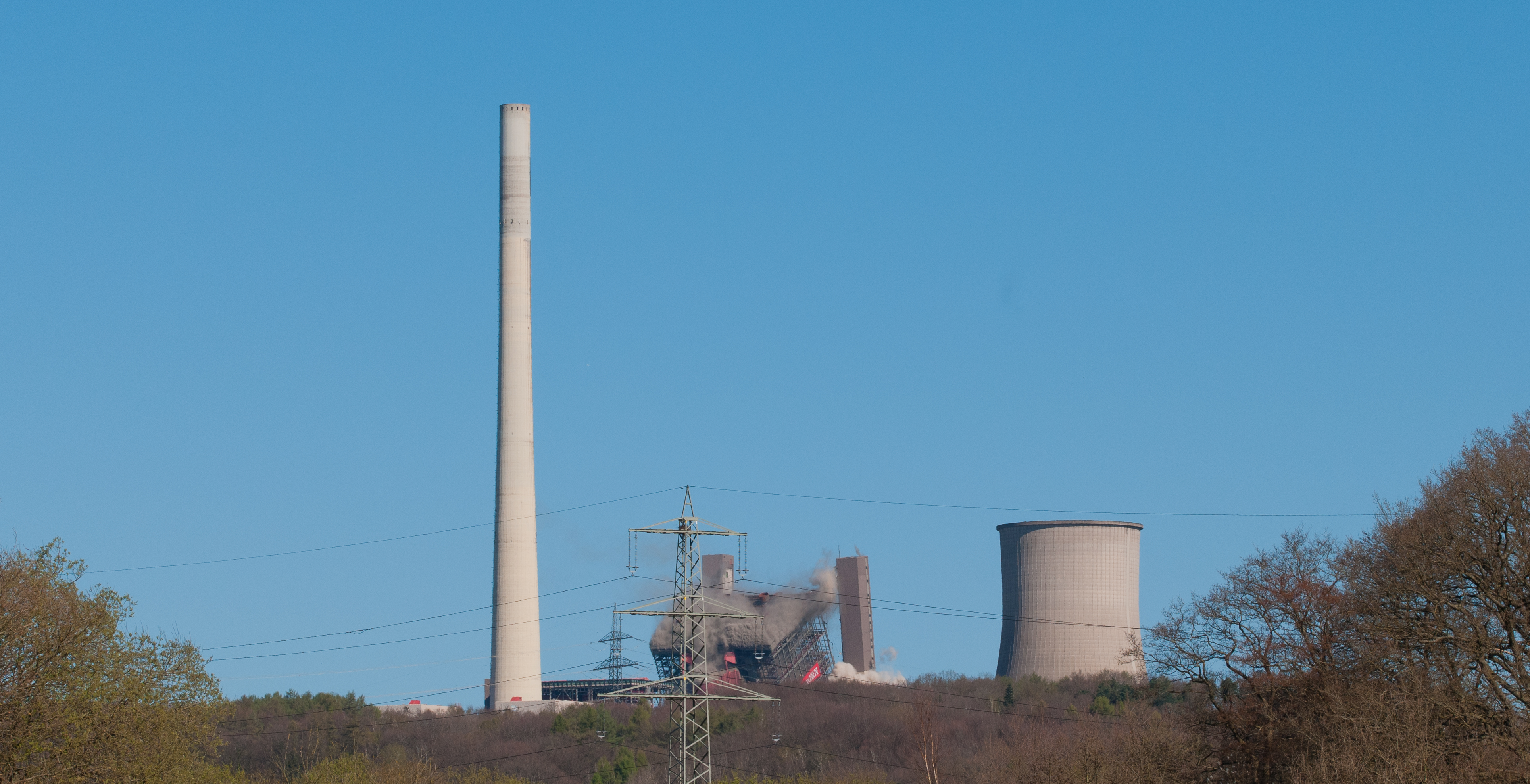
Sprengung des Kesselhauses am 6. April 2025. Die Niederlegung des Kühlturms folgte wenig später am selben Tag.

Der Übertragungsnetzbetreiber Amprion kaufte das Grundstück im Jahr 2023 von der RWE Generation. Die Amprion plant auf dem Gelände die Errichtung einer Konverterstation für das Offshore-HGÜ-System BalWin2 zum Anschluss von Offshore-Windparks in der Nordsee. Das System soll 2030 fertiggestellt sein und 2000 Megawatt Anschlussleistung bieten. Das Abbruchunternehmen Hagedorn aus Gütersloh übernahm 2023 den Rückbau des Kraftwerks und die Vorbereitung des Geländes.
Die Sprengung des Schornsteins und des Kesselhauses wurde im März 2025 verschoben. Das Kesselhaus wurde am 6. April 2025 gesprengt. Am selben Tag wurde der 125 Meter hohe Kühlturm abgerissen. Er wurde nicht gesprengt, weil er auf asbesthaltigen Stützen ruhte. Für den Abriss wurde um den Turm ein acht Zentimeter starkes Stahlseil gelegt, das von schweren Maschinen zusammengezogen wurde, bis der Turm einstürzte. Der Schornstein soll im Oktober 2025 gesprengt werden.

## Vorgängerkraftwerke
Gleich westlich befanden sich die Vorgängerkraftwerke:
- Kraftwerk Ibbenbüren Block A, das von 1967 bis 1987 betrieben wurde.
- Preussag Ballastkraftwerk Ibbenbüren, das von 1954 bis 1985 in Betrieb war.

Das erste Kraftwerk Ibbenbürens, das Nike-Kraftwerk Ibbenbüren, befand sich direkt oberhalb des Bahnhofs Ibbenbüren.